# Kathleen Scott
Edith Agnes Kathleen Scott, baronesa Kennet (Carlton in Lindrick, Bassetlaw, Nottinghamshire, 27 de marzo de 1878 – Londres, 25 de julio de 1947), fue una escultora británica.

## Biografía
Nacida como Edith Agnes Kathleen Bruce, era la pequeña de los once hijos de Canon Lloyd Stuart Bruce (1829–1886) y Jane Skene (m. 1880). Asistió a la Slade School of Fine Art, en Londres, de 1900 a 1902, tras lo que viajó a Francia para ingresar en la Académie Colarossi de París. Allí permaneció hasta 1906 e hizo amistad con Auguste Rodin. A su regreso a la capital inglesa también entabló amistad con George Bernard Shaw, Max Beerbohm y James Matthew Barrie.
Kathleen Bruce contrajo matrimonio el 2 de septiembre de 1908 con el ya entonces famoso explorador antártico, el capitán Robert Falcon Scott. Un año después dio a luz a su primer hijo, Peter Scott (1909-1989), que se convertiría en un famoso divulgador, ornitólogo, conservador, pintor y deportista. En 1910 viajó a Nueva Zelanda junto a su esposo para despedirlo en la partida de la Expedición Terra Nova que este lideraba. En 1913, mientras navegaba de nuevo a Nueva Zelanda para recibir a su esposo, recibió la noticia de su muerte, acaecida casi un año antes en la Antártida.
En 1922 volvió a casarse, en esta ocasión con el político Edward Hilton Young. En 1935, cuando su marido fue nombrado barón Kennet, Kathleen pasó a ser baronesa con el tratamiento de lady Kennet. Su segundo hijo, Wayland Hilton Young (1923–2009), llegó a ser escritor y político, y entre sus nietas están la artista Emily Young y la escritora Louisa Young.

## Obra
Kathleen es autora de tres de los bustos de su esposo Scott que se encuentran en la National Portrait Gallery de Londres. También esculpió al menos otras dos esculturas de su famoso esposo Scott tras la muerte de este en 1912, una de las cuales se halla expuesta en Christchurch, Nueva Zelanda y la otra en Waterloo Place, Londres. Para la escultura Youth, situada en los jardines del Instituto Scott de Investigación Polar de Cambridge, Kathleen tomó como modelo a Arnold Walter Lawrence, el hermano pequeño de Thomas Edward Lawrence, más conocido como Lawrence de Arabia. De entre su producción escultórica también se puede mencionar la estatua póstuma dedicada Edward John Smith, el capitán del Titanic, que se encuentra expuesta en el Beacon Park de Lichfield, Reino Unido.

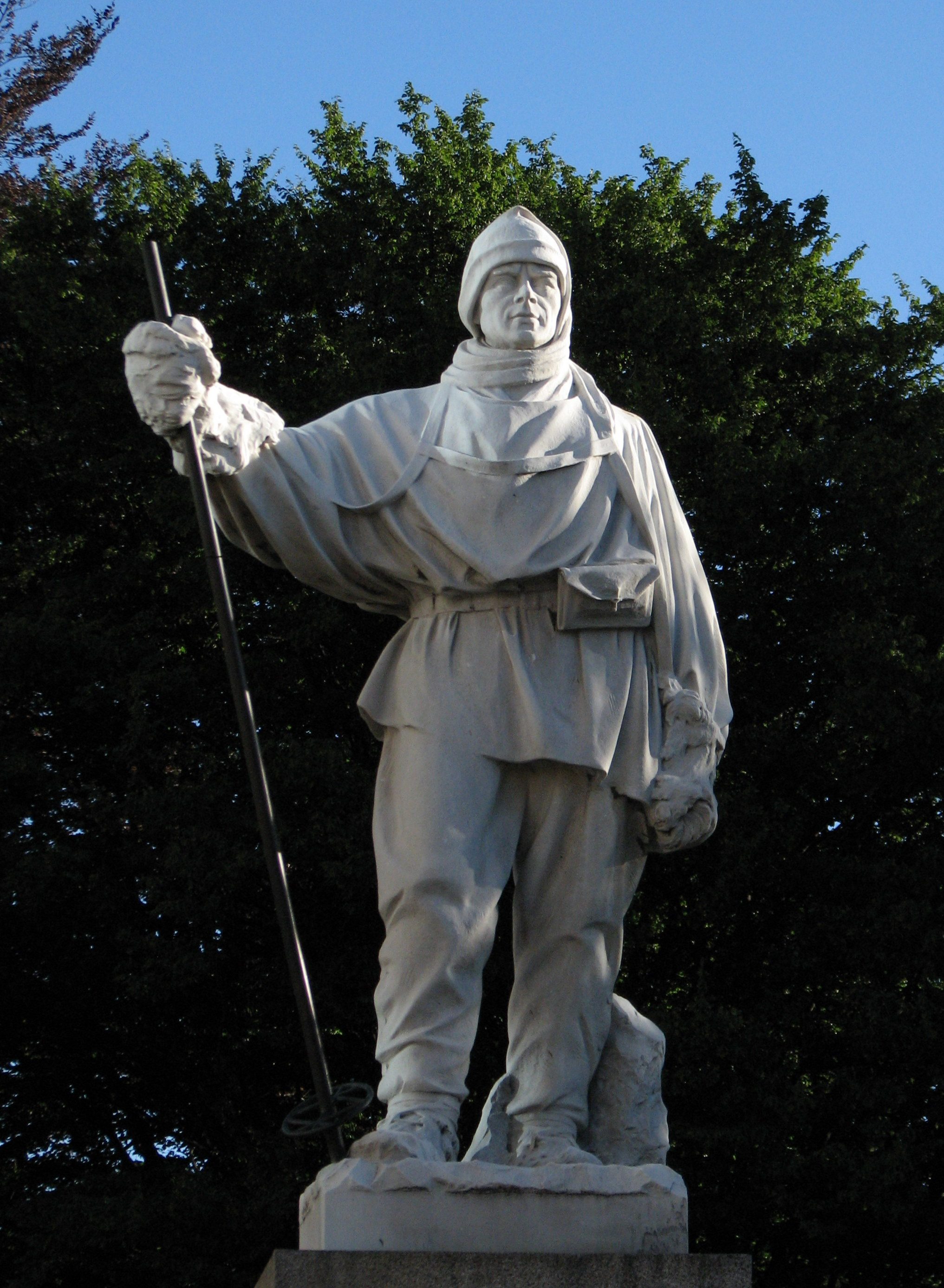
Estatua a Robert Falcon Scott. Christchurch, Nueva Zelanda.
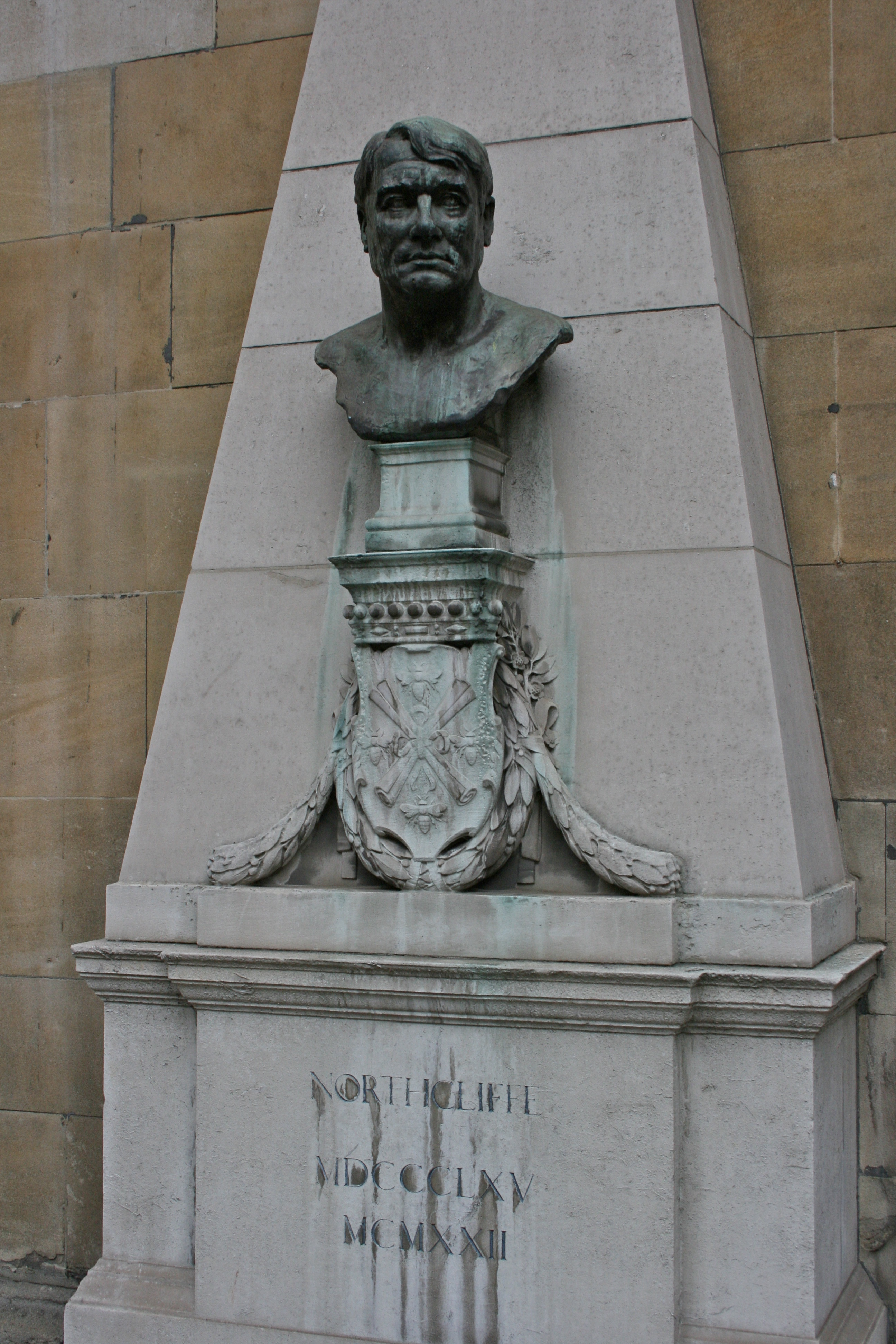
Busto de Alfred Harmsworth, Londres.
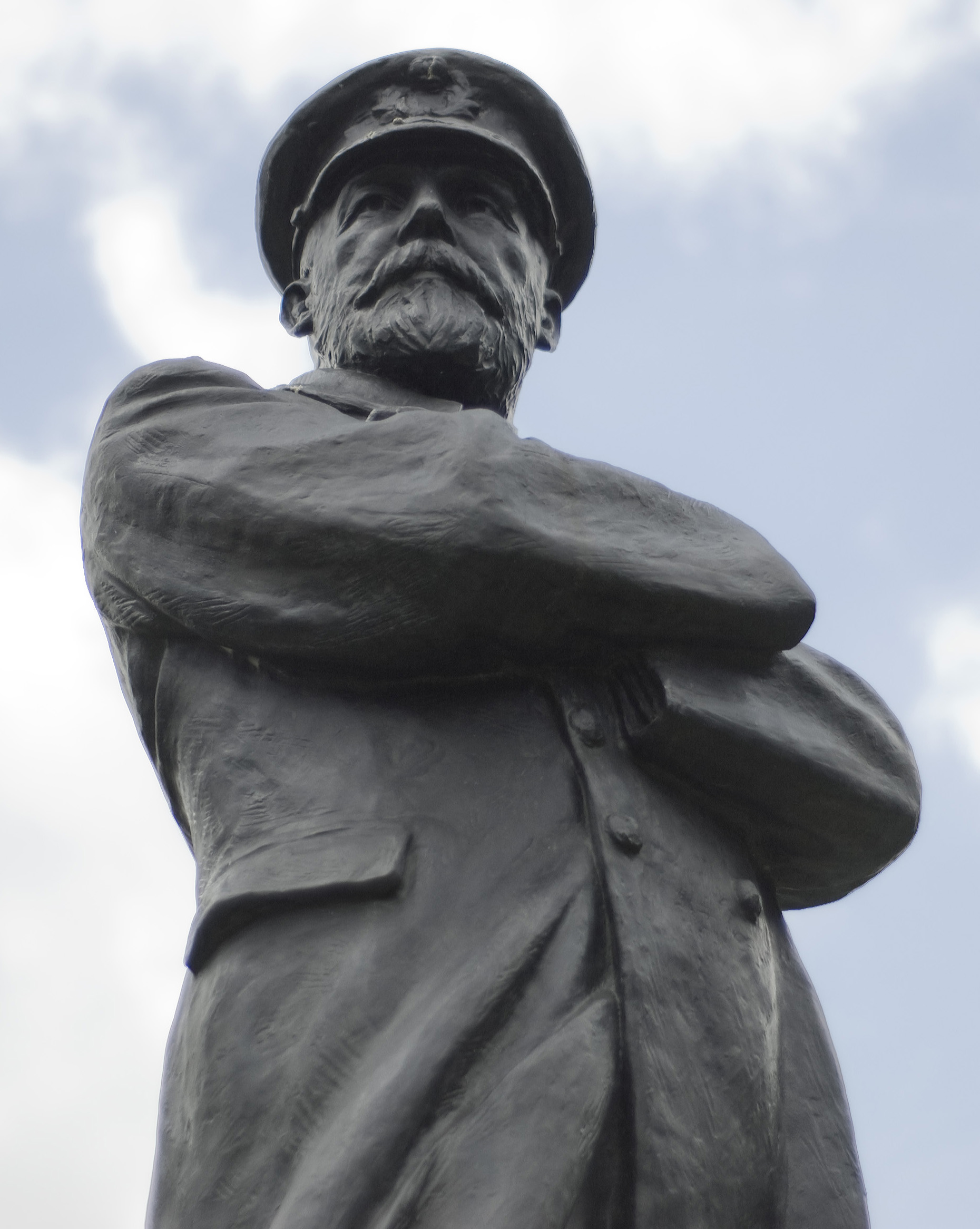
Estatua póstuma de Edward John Smith, capitán del Titanic.
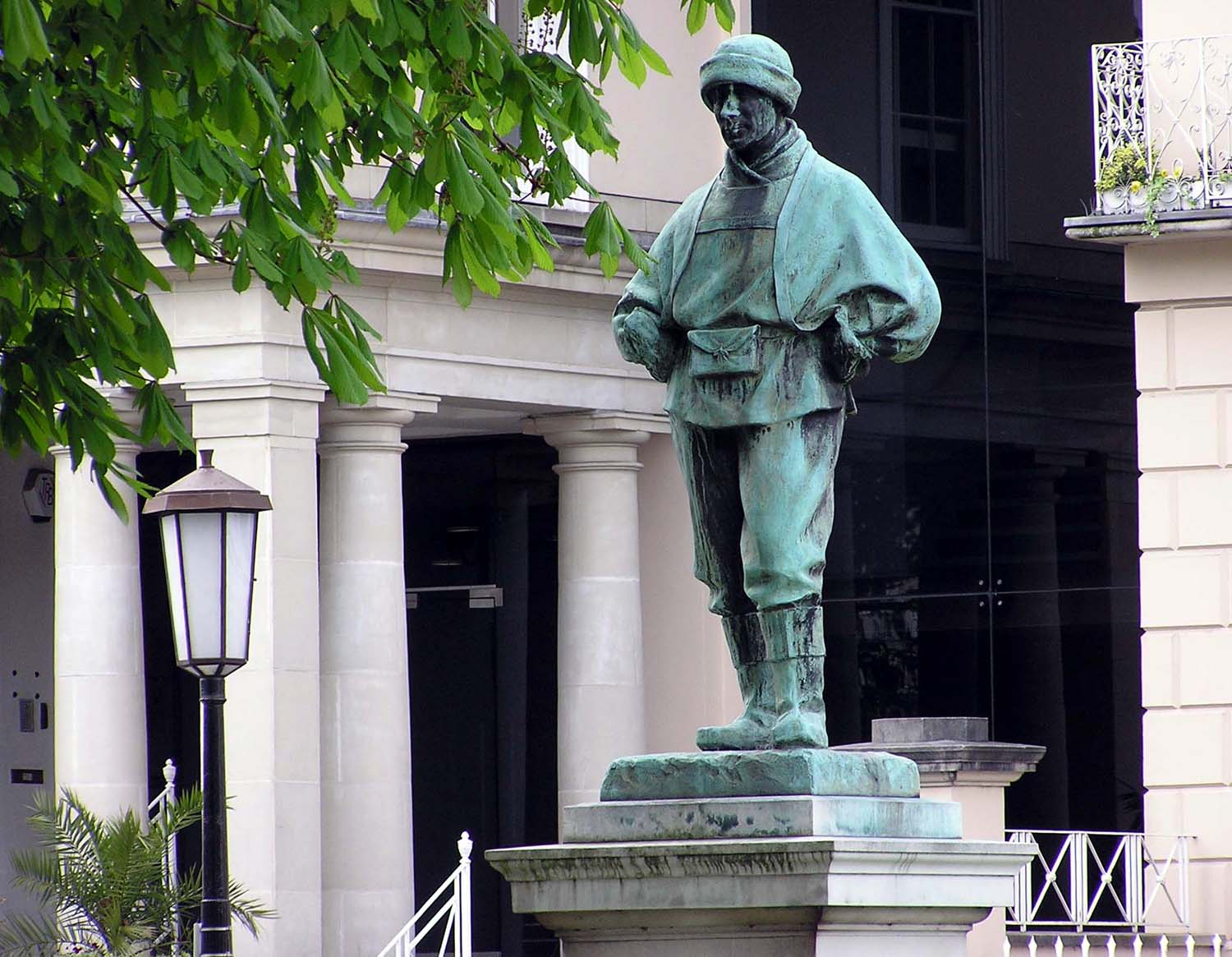
Edward Adrian Wilson, Cheltenham.
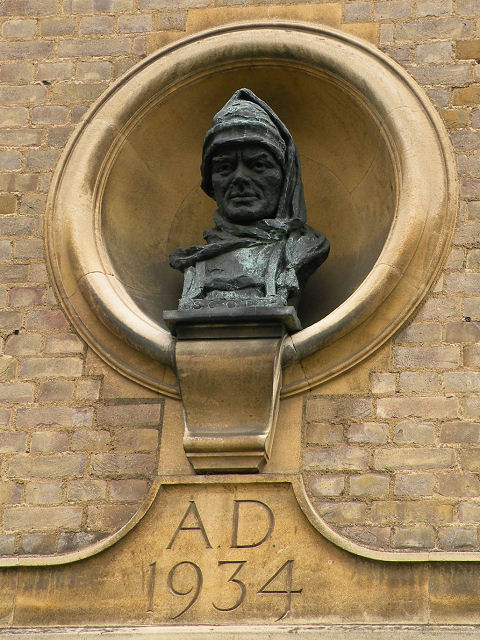
Busto de Robert Falcon Scott en Cambridge.